# Lost in La Mancha
Lost in La Mancha ist ein Dokumentarfilm aus dem Jahr 2002 von Keith Fulton und Louis Pepe.
Eigentlich dazu gedacht, den Entstehungsprozess des Filmes The Man Who Killed Don Quixote zu verfolgen, wurde er zu einer Dokumentation über dessen Scheitern. Der Film folgt dabei einer Dramaturgie, die den Regisseur Terry Gilliam als eine Art modernen Don Quijote stilisiert.

## Gilliams Vision von Don Quijote
Das Drehbuch ist eine Mischung aus Miguel de Cervantes’ Der sinnreiche Junker Don Quijote von La Mancha und Mark Twains Ein Yankee am Hofe des Königs Artus. So sollte Sancho Panza nur kurz zu Beginn des Films auftreten und durch den aus dem 21. Jahrhundert in Quijotes Zeit zurückgereisten Toby Grisoni, gespielt von Johnny Depp, ersetzt werden, indem Don Quijote ihn mit Sancho Panza verwechselt. Für die Rolle von Grisonis Freundin war Depps Lebensgefährtin Vanessa Paradis vorgesehen.
Ex-Monty-Python Terry Gilliam, der als Regisseur bereits große Erfolge mit Filmen wie 12 Monkeys, König der Fischer, Fear and Loathing in Las Vegas oder auch Brazil gefeiert hatte, hatte an den Vorbereitungen zu dem Film etwa zehn Jahre gearbeitet und war überzeugt, seinen bisher besten Film zu drehen.

## Inhalt
Beginnend im September 2000 wurde der gesamte Dreh immer wieder von Problemen aufgehalten. Die technischen Möglichkeiten der spanischen Produktionsstätten erwiesen sich als zu gering und die Drehorte in Bardenas Reales (Navarra) als ungeeignet, da Flugzeuge einer nahen NATO-Basis die Dreharbeiten störten (Gerüchten zufolge stiegen nur deshalb so viele Flieger auf, weil die Soldaten gehört hatten, dass Johnny Depp dort einen Film drehen würde). Der Hauptdarsteller Jean Rochefort, der extra für den Film in Rekordzeit die englische Sprache erlernt hatte, konnte infolge eines schweren Bandscheibenvorfalls nicht länger auf einem Pferd reiten. Da dies allerdings absolut unerlässlich für den Film war und Rochefort für Gilliam den perfekten Don Quijote darstellte, wurden die Dreharbeiten schließlich eingestellt.

## Hintergrund
Im Juli 2006 gab Gilliam bekannt, dass die rechtlichen Streitigkeiten beigelegt wären und er wieder die Rechte am Drehbuch hätte. Im Januar 2014 gab er auch die Wiederaufnahme der Vorproduktion für den Film bekannt und 2017 starteten die Dreharbeiten. Am 19. Mai 2018 feierte der Film seine Weltpremiere als Abschlussfilm bei den Internationalen Filmfestspielen von Cannes 2018.